# حرب تويوتا
حرب تويوتا هو الاسم الذي يطلق عادة إلى آخر مرحلة من صراع ليبيا وتشاد كانت الحرب في عام 1987 سميت بهذا الاسم بسبب شاحنات لاند كروز تويوتا التي استخدمتها القوات التشادية للتنقل منن منطقة إلى أخرى. كانت الحرب هزيمة ثقيلة لليبيا حيث خسرت ما يقارب 7000 جندي قتيل وخسائر مادية قدرت ب1.50 بيليون. وكانت خسائر تشاد 1000 جندي قتيل

كانت الحرب تدور بالمنطقة التي باللون الأحمر